# Periphalera
Periphalera is een geslacht van vlinders van de familie tandvlinders (Notodontidae).

## Soorten
- P. albicauda Bryk, 1950
- P. melanius Schintlmeister, 1997